# Ођешти (Бихор)
Ођешти (рум. Ogești) насеље је у Румунији у округу Бихор у општини Самбата. Oпштина се налази на надморској висини од 155 m.

## Становништво
Према подацима из 2002. године у насељу је живело 242 становника, од којих су сви румунске националности.